# Agrotis pyrenaica
Agrotis pyrenaica är en fjärilsart som beskrevs av Charles Boursin 1945. Agrotis pyrenaica ingår i släktet Agrotis och familjen nattflyn. Inga underarter finns listade i Catalogue of Life.